# Artibonite (rijeka)
Artibonite je najveća rijeka na otoku  Hispanioli. Rijeka je duga 320 km, a teče kroz Dominikansku Republiku i Haiti. Izvire u gorju Cordillera Central u Dominikanskoj Republici, no većinu svog toka teče kroz Haiti, formira dio međunarodne granice između Haitija i Dominikanske Republike. Ulijeva se u Zaljev Gonâve dio Karipskog mora.
Rijeka dijeli svoje ime s dolinom Artibonite i haićanskim departmanom. Rijeka se koristi za navodnjavanje i Hidroelektranu Péligre koja se nalazi na njoj. U listopadu 2010. godine, nakon izbijanja kolere u haićanskiom gornjem toku rijeke, mještani su upozoreni da ne piju vodu iz rijeke jer je zagađena.

## Vanjske poveznice
|  | Zajednički poslužitelj ima još gradiva o temi Artibonite (rijeka) |